# Saree Aceh
Saree Aceh is een bestuurslaag in het regentschap Aceh Besar van de provincie Atjeh, Indonesië. Saree Aceh telt 1755 inwoners (volkstelling 2010).